# 亭可马里

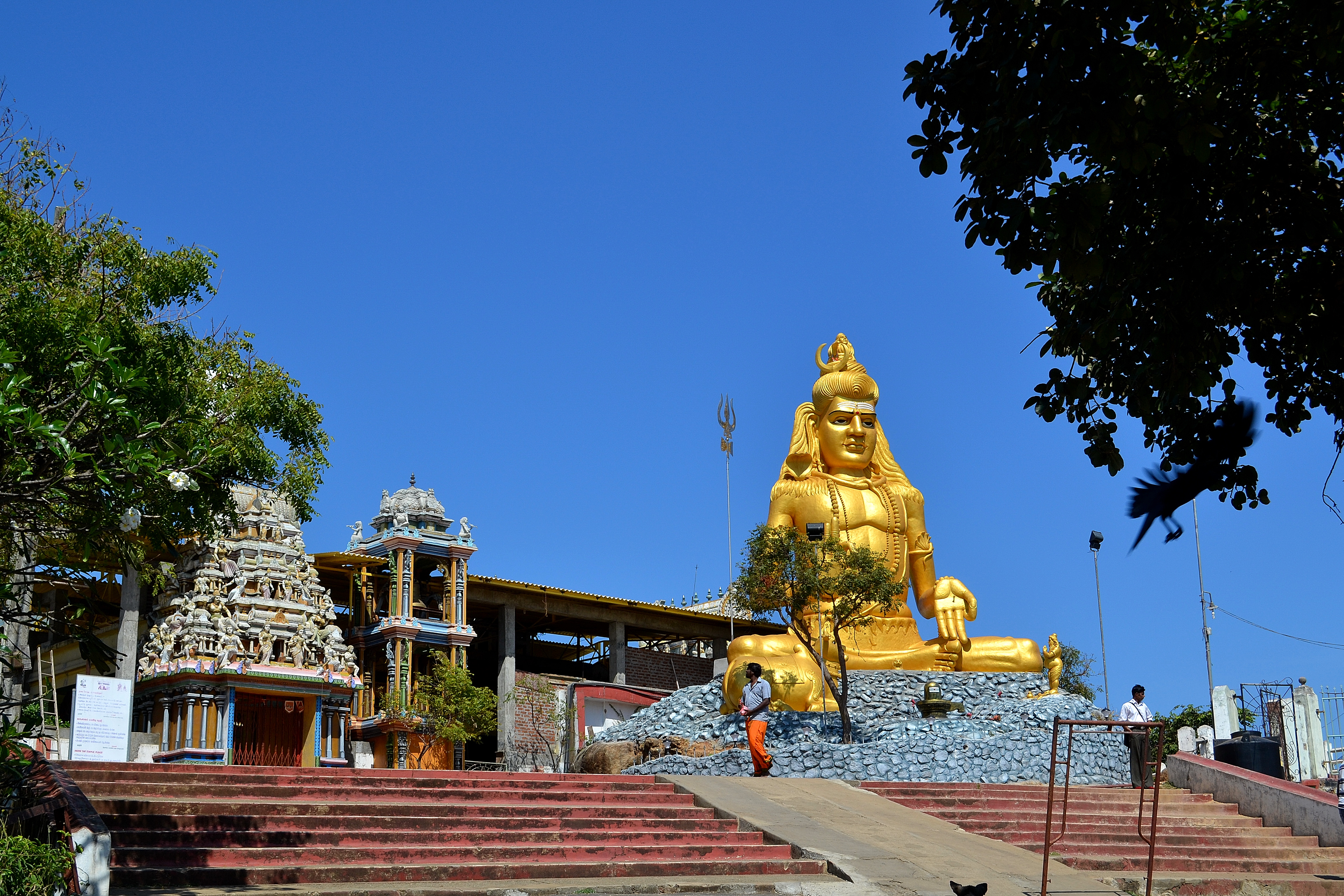
亭可馬里

亭可马里（羅馬化：Tirukōṇamalai，羅馬化：Trikuṇāmaḷaya），斯里兰卡东北部港口城市，亭可马里省省会，距中部康提110公里。该城拥有斯里兰卡最古老的印度教庙宇，泰米尔伊拉姆猛虎组织主张该城为独立的泰米尔国首都。
在荷兰统治时期，该城曾是斯里兰卡最主要的港口，托勒密和马可·波罗均对其有过记载。二战期间，该城一度成为蒙巴顿勋爵的总部所在。

## 广播发射台
德国之声在亭可马里设有发射台，于1984年建成，发射台有一部400千瓦中波发射机，3部250千瓦的短波发射机。